# Clas Theodor Odhner
Clas Theodor Odhner (17. juni 1836 - 11. juni 1904) var en svensk historieskriver.
Odhner blev student 1851, Dr. phil. 1860 (Bidrag till svenska städernas och borgarståndets historia före 1633) og belønnedes med den Geijerske pris. Samme år blev han docent i Uppsala, 1865 adjunkt ved universitetet i Lund, var 1871—87 professor i historie sammesteds, 1887—1901 rigsarkivar. De betydeligste af Odhners historiske arbejder er: Sveriges inre historia under drottning Christinas förmyndare (1865), Sveriges deltagande i Westfaliska fredskongressen och grundläggningen af det svenska väldet i Tyskland (1875), Sveriges politiska historia under Konung Gustaf III's regering (del 1—3, 1885—1905, ikke afsluttet); også bør særlig nævnes brochuren Om orsakerna till Gustaf II Adolfs deltagande i trettioåriga kriget (1882), i hvilken Odhner grundig gendrev Julius Mankells påstand, at krigslyst havde været hovedmotivet til Gustaf Adolfs indgriben i Tyskland. 
På skoleundervisningsområdet har Odhner haft særdeles stor betydning, idet hans lærebøger i historie ved deres fremragende egenskaber i flere årtier var så godt som enerådende i de svenske skoler og til dels benyttedes også efter forfatterens død med tillæg af Emil Hildebrand og K.G. Westman. Den betydeligste af disse er Lärobok i Sveriges, Norges och Danmarks historia för skolans högra klasser (1. udgave 1869, derefter mange forskellige udgaver, også en illustreret).
De mest fremtrædende egenskaber hos Odhner som historiker er grundighed i forskningen og en enkel, men gedigen stil; han regnes blandt de første af Sveriges historieskrivere i det 19. århundredes sidste årtier. Den tid, i hvilken Odhner var chef for Rigsarkivet, var af meget stor betydning for det svenske arkivvæsens udvikling; der blev således i Stockholm opført en ny bygning for Rigsarkivet, og oprettelsen af landsarkivinstitutionen begyndte; af de foreslåede landsarkiver trådte det i Vadstena i virksomhed, medens Odhner endnu beklædte posten som rigsarkivar.